# Rutki Nowe
Rutki Nowe – wieś w Polsce położona w województwie podlaskim, w powiecie augustowskim, w gminie Augustów. Leży przy drodze krajowej nr 16.
W latach 1975–1998 miejscowość administracyjnie należała do województwa suwalskiego. 
Rutki Nowe od Rutek Starych oddziela Szkoła Podstawowa im. Obrońców Westerplatte w Rutkach, do której uczęszczają uczniowie z Rutek Nowych, Rutek Starych i Jeziorek. Szkoła powstała w okresie międzywojennym jako jedna z najstarszych szkół gminy Bargłów (później gminy Augustów). Pierwsze dane dotyczące liczby uczniów pochodzą z roku 1922. W 1925 roku miała status dwu-, a od 1938 roku trzyklasowej. W 1929 miejscowa ludność ufundowała szkole sztandar, wyhaftowany przez kobiety z Rutek, który znajduje się obecnie w szkolnej izbie pamięci. W czasie wojny ukrywano go w prywatnych domach, a po zakończeniu II wojny światowej ze względu na umieszczone na nim treści nie eksponowano aż do lat 60. Wraz z nadaniem szkole imienia Obrońców Westerplatte w dniu 9 maja 1998 ufundowano nowy sztandar, który 10 lat później został odznaczony zaszczytnym medalem „Missio relationis”.
W 1935 rozpoczęto budowę pierwszego budynku szkoły (wcześniej - od 1911 - lekcje odbywały się w mieszkaniach prywatnych). W 1973 roku szkoła obejmowała 8 oddziałów, w których uczyło się 146 uczniów i pracowało 8 nauczycieli. Dzięki zaangażowaniu mieszkańców 1 września 1992 oddano do użytku nowy - współczesny - gmach szkoły. Obecnie szkoła obejmuje 6 oddziałów szkolnych oraz oddział przedszkolny; funkcjonuje tu również Punkt Przedszkolny według Metody Marii Montessori oraz Biblioteka Publiczno-Szkolna, filia Biblioteki Publicznej Gminy Augustów w Żarnowie. Szkoła posiada boisko trawiaste, boisko wielofunkcyjne oraz plac zabaw.
Rutki Nowe należą do parafii w Bargłowie Kościelnym pod wezwaniem Podwyższenia Krzyża Świętego. 
W skład sołectwa Rutki Nowe wchodzi kolonia Czerkiesy.
W okresie międzywojennym w miejscowości stacjonowała placówka Straży Celnej „Rutki Nowe”, a następnie placówka Straży Granicznej I linii „Rutki Nowe”.

## Ludzie urodzeni w Rutkach Nowych
- Andrzej Kopiczko (* 1958) – kapłan katolicki, kanonik, archiwista, historyk kościoła i nauczyciel akademicki w Olsztynie